# Огледалце, огледалце (филм)
„Огледалце, огледалце“ (на английски: Mirror mirror) е американски филм от 2012 г. „Огледалце, огледалце“ е новаторски поглед върху една от любимите и най-често екранизирани приказки на Братя Грим – „Снежанка“.

## Сюжет
Злата кралица завзема безкрупулно властта в кралството и прогонва Снежанка в гората. Когато очарователния принц вижда Снежанка, тя печели сърцето му с красотата си. В гората човекоядно чудовище очаква Снежанка, но е спасена от умалени разбойници (седемте джуджета). Момичето расте и се превръща в непобедима млада жена, готова на всичко за да се върне на полагащия ѝ се трон.

## Актьори
- Джулия Робъртс – Кралицата
- Лили Колинс – Снежанка
- Арми Хамър – Принц Андрю Алкот
- Нейтън Лейн – Брайтън
- Шон Бийн Краля
- Мейре Уинингам – Маргарет
- Майкъл Лирнър – Барона